# Outloň váhavý
Outloň váhavý (Nycticebus coucang) je noční poloopice z jihovýchodní Asie, nejrozšířenější zástupce čeledi outloňovitých. Jsou pokryti jemnou šedohnědou srstí, v níž se téměř ztrácejí jejich malé zakulacené uši a zcela zakrslý ocas. Jejich velké oči se žlutými duhovkami jim dodávají jakýsi ustrašený výraz, ale v noci jsou jim pomocníkem při lovu. 

## Popis
Dospělí jedinci dosahují velikosti 21–40 cm. Oči outloňů jsou velké, kulaté a orientované dopředu, což jim umožňuje binokulární vidění. Oči jsou však nepohyblivé, takže pokud chtějí změnit úhel pohledu, musí otočit celou hlavou. Outloni mají za sítnicí oka tzv. tapetum lucidum, což je vrstva, která odráží světlo a zajišťuje tak outloňům vynikající noční vidění. Outloni jsou barvoslepí a vidí tedy téměř černobíle, což je důsledkem právě přizpůsobení se nočnímu způsobu života. Jejich ušní boltce jsou pohyblivé a umožňují optimalizaci polohy vzhledem ke zdroji zvuku. Outloni mají také tzv. rhinarium („vlhký nos“), díky němuž mají velmi citlivý čich. Upřednostňují komunikaci přes pachové značky pomocí komplikovaných pachových žláz.
Outloni jako ostatní poloopice mají řadu morfologických odlišností zubů, které se týkají zejména třenových zubů a stoliček. Mají poměrně velké a ostré špičáky, které mohou způsobit spolu se silnými čelistními svaly dosti bolestivé kousnutí. Řezáky horní čelisti jsou velmi malé a nebo chybí, naproti tomu řezáky dolní čelisti jsou dlouhé a štíhlé a společné se špičáky, které mají stejný tvar, jsou formovány do úzké řady tzv. „zubního hřebínku“. Ten má důležitou funkci při tzv. „groomingu“ a získávání potravy. Outloni mají také speciální podjazykový orgán, tzv. „druhý jazyk“, který slouží k čištění zubního hřebínku.
Na vnitřní straně loktů mají navíc žlázy, které produkují tekutý žlutavý a silně zapáchající sekret. Tento sekret obsahuje toxin, který dělá z outloňů jediné jedovaté primáty na světě. Toxin je aktivován při smíchání se slinami. Outloni ho využívají k obraně sebe nebo mláďat, matky jím například potírají mláďata za účelem jejich ochrany během jejich odložení. Jsou známy případy, kdy kousnutí od outloně způsobilo onemocnění nebo dokonce smrt. Velmi pomalý je jejich metabolismus, který vyžaduje stálou tělesnou teplotu bez velkých výkyvů a který umožňuje trávení mnohdy toxických plodů rostlin, kterými se outloni živí. Stálou teplotu zajišťuje hustá srst. Barva srsti je hnědavá až hnědošedá, s výrazným tmavým pruhem na hřbetě. Zbarvení obličejových znaků tvoří typickou outloní masku (lišící se podle druhu), jež umožňuje rozpoznat daného jedince po celý život.
Kromě velmi krátkého ocasu mají i krátké nohy a pohybují se relativně pomalu kvadrupedním „vlnitým“ pohybem, tedy po všech čtyřech končetinách, přičemž přední končetiny jsou zhruba stejně dlouhé jako zadní. Své končetiny mají dokonale přizpůsobené ke šplhání a mají až neobvykle silný úchop. Silný a dlouhý úchop bez bolesti je umožněn výrazně protistojným palcem i významnou adaptací modifikace šlach, svalů a cévního zásobení předních a zadních končetin. Všechny prsty jsou na konci zakončené nehty s výjimkou druhého prstu zadní končetiny, tzv. „pročesávacího drápku“, který mají všechny poloopice a používají ho k pročesávání srsti. Kvůli své anatomii outloni nedokáží skákat, ale při lovení kořisti dokáží vyrazit s překvapivou rychlostí.

## Způsob života
Outloň patří mezi noční živočichy, přes den spí přitisknutý k středně silným větvím stromů, připomínaje spíše mechový chomáč. Lovit a sbírat potravu začíná při západu slunce. Obývá koruny stromů v pralesích tropické Asie. Na rozdíl od ostatních poloopic není tak obratný, svými pomalými, téměř rozvážnými pohyby, kdy pozvolna posunuje jednu končetinu za druhou, by zdálky mohl připomínat spíš koalu. Svou kořist však může překvapit nenadálým skokem. Šplhat dovede výborně, a to i pozpátku po svislých větvích a kmenech.

## Potrava
Outloň loví drobné obratlovce a hmyz, ale v jeho jídelníčku spíše převládají rostlinné výhonky, různé květy, listí, mízu ze stromů, ořechy a plody.

## Chování
Outloni jsou aktivní od západu do východu slunce a většinu času tráví samostatně hledáním potravy a pozorováním okolí. Outloni mezi sebou komunikují pomocí syčení, hvízdání a mláďata při pocitu ohrožení dokonce ultrazvukem. Hlavním komunikačním prostředkem je však moč, kterou outloni zanechávají „všude, kudy chodí“. Mají tendenci používat stejné cesty a čas od času cestují mezi stromy i po zemi. Outloni váhaví vytváří sociální struktury, tzv. „noyau“, kdy se větší teritorium dominantního samce překrývá s menšími teritorii samic a nedominantních samců. Místa ke spánku pravidelně střídají a spí v typické poloze, kdy mají hlavu schoulenou do klubíčka mezi stehny. Pokud okolní teplota klesne na velmi nízkou úroveň, outloni dokáží snížit svou lokomoční aktivitu a přecházejí do stavu úplné nehybnosti často i na několik dní. Hlavními predátory outloňů jsou krajty mřížkované (Python reticulatus), orli proměnliví (Spizaetus cirrhatus) a orangutani (Pongo pygmaeus). Díky noční aktivitě a skrytému způsobu života je o jejich životě známo stále poměrně málo informací.

## Ohrožení outloňů pro černý trh
Je potvrzeno, že lov zvířat je v současné době vedle ztráty životního prostředí druhou nejzávažnější příčinou ohrožení divokých zvířat. Současní lovci chytají zvířata jako výhodný zdroj obživy, za účelem jejich prodeje jako domácích „mazlíčků“, dále pro účely tradiční medicíny, magie, náboženství nebo k prodeji částí jejich těl pro dekorativní účely, apod. Tímto se otevírá nová kapitola, kterou je problematika ilegálního obchodu s volně žijícími zvířaty.
Přestože jsou outloni ohrožený druh a jsou chráněni národním i mezinárodním zákonem, jsou jeden z nejvíce obchodovaných druhů savců v Indonésii vůbec – převážně na chov jako domácí „mazlíčci“. Ilegální obchod je pro přežití divokých populací outloňů vůbec největší hrozba. Tisíce outloňů jsou loveny z volné přírody a prodávány v ulicích na zvířecích trzích. Outloni jsou převáženi v hrozných podmínkách, v přeplněných a špatně ventilovaných přepravkách. Následkem stresu umírá při přepravě 30–90 % jedinců. Živí jedinci jsou často nalezeni vedle mrtvých těl ostatních. Těm, co přežijí, navíc často obchodníci vytrhají nebo uštípnou zuby nůžkami na nehty či na dráty nebo kleštěmi, a to bez jakéhokoliv umrtvení. Obchodníci to dělají proto, aby outloni nemohli pokousat své nové majitele a stali se manipulovatelnějšími a „vhodnějšími“ mazlíčky. Tato neuvěřitelně bolestivá procedura je často příčinou infekcí či dokonce smrti z důvodu vykrvácení.
S rozvojem technologií a rozšířením internetu se v posledních letech pro divoké outloně objevila další zásadní hrozba. Jsou jí videa na serveru youtube.com i jinde na internetu, kde jsou „ochočení“ outloni vystavováni jako „roztomilí“ mazlíčci, kteří se nechávají lechtat nebo pojídají rýžové kuličky. Bez porozumění chování a fyziologii outloňů je jednoduché se domnívat, že si tito outloni lechtání a pojídání rýže užívají.

## Ochrana outloňů
Ochraně outloňů váhavých se od roku 2014 věnuje česko-indonéský záchranný program The Kukang Rescue Program.